# Ramus communicans
 Ramus comunicans (rami comunicantes plural) es el término latino utilizado para un nervio que conecta otros dos nervios, y se puede traducir como "rama comunicante". 

## Estructura
Cuando se usa sin más definición, casi siempre se refiere a una rama de comunicación entre un nervio espinal y el tronco simpático. Más específicamente, generalmente se refiere a uno de los siguientes: 
- Ramus communicans gris
- Ramus communicans blanco[1]

Los rami comunicantes grises y blancos son responsables de transmitir señales autónomas, específicamente para el sistema nervioso simpático. Su diferencia en la coloración es causada por diferencias en la mielinización de las fibras nerviosas contenidas en su interior, es decir, hay más fibras mielinizadas que no mielinizadas en las rami comunicantes blancas mientras que lo contrario es cierto para las rami comunicantes grises. 

### Ramus communicans gris
Los rami comunicantes grises existen en todos los niveles de la médula espinal y son responsables de transportar las fibras nerviosas posganglionares desde los ganglios paravertebrales hasta su destino, y de transportar esas fibras nerviosas preganglionares que entran en los ganglios paravertebrales pero no hacen sinapsis.

### Ramus communicans blanco
Los rami comunicantes blancos solo existen en los niveles de la médula espinal donde está presente la columna de células intermediolaterales (T1-L2) y son responsables de transportar las fibras nerviosas preganglionares desde la médula espinal hasta los ganglios paravertebrales.
Ambos ramus dentro del nervio espinal se cruzan entre sí, siendo el blanco el que se aleja más del foramen intervertebral al salir del nervio espinal para entrar en los ganglios. (Más aún, algunas fibras del ramus blanco pueden migrar a otros ganglios sin siquiera tener sinapsis a su nivel) 